# Joulutorttu
Joulutorttu ("Jultårta" på finska) är ett julalbum av Eläkeläiset. Det släpptes i december 2002 på Stupido Records, och låg i två veckor på Finlands topp 10-lista över album.
Detta minialbum innehåller 4 humppalåtar, alla skrivna för den här skivan. Låtarna på Joulurtorttu är:
1. Yksinäinen joulu ("Ensam jul") - sjungen av Kristian Voutilainen (text/musik - Voutilainen)
2. Humpaton joulu ("Jul utan humppa") - sjungen av Martti Varis (text/musik - Martti Varis)
3. Täydellinen joulu ("Perfekt Jul") - sjungen av Onni Varis (text/musik - Onni Varis)
4. Pahvinen joulu ("Kartongjul") - sjungen av Lassi Kinnunen (musik - Voutilainen, text - Onni Varis)

Musikerna som var delaktiga på albumet var: Onni Varis, Martti Varis, Lassi Kinnunen, och Kristian Voutilainen. Gäst är Marita Koskelo. Albumet spelades in och mixades av Kristian Voutilainen, och mastrades av Mika Jussila på Finnvox.